# Prue Halliwell
Prue Halliwell is een personage uit de Amerikaanse televisieserie Charmed. Ze werd hierin gespeeld door Shannen Doherty.

## Personage
Prue was een van de originele drie zussen die samen de Charmed Ones vormen. Zij was de oudste en de verantwoordelijke zus van de drie. Al sinds de dood van haar moeder heeft ze zich als oudste opgesteld en zich ontfermd over haar zusters, en ze schoof hierbij haar eigen plezier en dromen aan de kant.
Prue is sterk, trots, zelfstandig, kunstzinnig en ijverig, maar ze heeft verlatingsangst door het vroege verlies van zowel haar vader als moeder. Hierdoor heeft ze moeite met het vertrouwen en het houden van een persoon.
Als Phoebe de spreuk uit het "Book of Shadows" opleest en daarmee de krachten van de drie zusters ontketent, komt Prue er al snel achter dat ze objecten kan verplaatsen met haar geest. Hier maken de drie handig gebruik van in hun eeuwige strijd tegen de demonen uit de onderwereld.
In haar tweede jaar als heks krijgt Prue het drukker en drukker met haar werk, en wil ze maar al te graag op twee plaatsen tegelijk zijn. Dit komt op een magische wijze werkelijk tot stand; ze is in staat haar geest op een andere plek te projecteren. Haar werkelijke lichaam laat ze dan tijdelijk achter, en in haar tijdelijk astrale vorm heeft ze geen magische krachten.
In het begin van de serie heeft Prue een uiterst stroeve relatie met Phoebe, maar door elkanders afhankelijkheid bij de strijd tegen het kwaad komen ze dicht bij elkaar en beginnen ze echt veel van elkaar te houden. Prue accepteert haar geboorterecht al snel, maar eist van haar zusters dat ze wijs omgaan met hun gaven.
De grote liefde van Prue is de detective Andy Trudeau (T.W. King), met wie ze al een relatie had toen ze op de middelbare school zaten. Andy stelt zich verbaasd op tegen de vele noodgevallen van zijn vriendin Prue en maakt het uiteindelijk uit omdat ze haar grote geheim niet met hem wil delen. Hij en zijn collega Darryl Morris komen al snel achter de vele keren dat de zussen getuigen zijn in bizarre moordzaken, en Prue ziet geen andere oplossing dan hem in te lichten over haar gaven. Het zal nooit tussen hen lukken, omdat Andy graag een rustig leventje wilde hebben. Hij sterft uiteindelijk aan het einde van het eerste seizoen, aan de aanval van een demon die het op de zusters had gemunt.
Prue heeft een lange tijd gewerkt in Bucklands Auction House, waar ze werkte als kunstschatter. Daar was ze een ware kei in haar vak, en werkte ze vaak door. Ze is al snel geobsedeerd als ze iets niet kan oplossen achter een veilingstuk, en raakt daardoor vaak in vreemde situaties verzeild. Een keer wordt het zelf zo erg dat zij en haar zusters opgelost raken in een magisch kasteel van een moordlustige heks, die het huis vol heeft gezet met dodelijke vallen. Toen Bucklands werd overgenomen en het in Prues ogen meer om het geld dan om de kunst ging, nam ze ontslag en ging ze werken als fotografe, bij het 415 Magazine.
Haar grootste angst is om te verdrinken, aangezien haar moeder op deze manier stierf.
Prue stierf na drie jaar in de serie, na de aanval van de tornadodemon Shax. Aanvankelijk slaagden zij, Piper en Prue erin deze demon te doden, maar hierbij werden ze gezien door journalisten. Zo kwam aan het licht dat ze heksen waren. Dit had dermate veel gevolgen dat ze gedwongen waren een deal te maken met de Bron om de tijd terug te laten draaien. De Bron ging akkoord, maar maakte van de gelegenheid gebruik om te proberen de Charmed Ones te vernietigen. Door het terugdraaien van de tijd kwam Shax weer tot leven, en door toedoen van de Bron kwam Phoebe ditmaal niet op tijd om Piper en Prue te helpen. Piper werd nog net op tijd genezen door Leo, maar Prue stierf aan haar verwondingen.
In de stripreeks onthult Patty Halliwell dat Prue herboren is in een nieuw lichaam zodat ze haar lot kan verderzetten. Later blijkt dat Prue vermist is en Patty vraagt aan Cole (die nu een soort van geest is) om haar te gaan zoeken.
Met de hulp van een waarzegster vindt Cole Prue terug. Ze heet nu Patience en woont in Salem waar ze een winkel heeft geopend en een mentor is voor jonge heksen. Cole confronteert Prue/Patience met de waarheid; Patience onthult dat ze inderdaad Prue Halliwell is. Ze vertelt hoe ze na haar dood herenigd werd met haar familie en haar grote liefde, Andy. Ze voelde zich echter nog steeds verbonden met haar zussen, waardoor ze zich verloren voelde. Ze hoopte dat door Paige te vinden, de "Charmed Ones" konden voortgezet worden maar de profetie van de "Charmed Ones" was enkel bedoeld voor de drie oudste zussen (Prue, Piper en Phoebe) en het was nooit de bedoeling dat Paige de profetie zou voortzetten met Phoebe en Piper.
Prue vreesde dat ze haar zussen tegenhield om machtige heksen te worden en koos ervoor om terug naar de Aarde te keren om zo haar eigen lot verder te zetten. Ze nam het lichaam over van een comateuse heks en nam de naam "Patience" aan. Ze besloot om uit de buurt van haar zussen te blijven omdat Melinda Warren geen "Kracht van Vier" voorspelde en als ze ooit haar zussen zou tegenkomen, de gevolgen zeer ernstig konden zijn. Ze vraagt dan aan Cole om haar terugkeer geheim te houden voor haar zussen maar door een toevallige ontmoeting met Paige, krijgen alle vier zussen opeens enorm veel kracht (Piper bevriest de hele stad, Phoebe vliegt in de lucht), ook hun kinderen zoals Waytt en Chris krijgen opeens veel kracht. Paige vertrouwt Prue niet helemaal en beslist haar mee te nemen naar de andere zussen. Daar herkent Piper Prue's ziel en ook Phoebe herkent Prue in haar nieuw gedaante.
Prue voelt zich opnieuw thuis bij haar zussen en samen met hen redt ze Leo en de magische school uit de handen van Rennek. Omdat de krachten van de zussen te groot zijn geworden en een gevaar voor anderen vormen, beslist Prue haar krachten weg te halen. Prue vindt dat het nu aan Paige is om het kwaad te bestrijden samen met Piper en Phoebe. Ze neemt afscheid van haar zussen en vertrekt samen met Cole opnieuw naar Salem waar ze samen jonge heksen willen helpen.
Maanden later verliezen alle magische wezens, om onbekende redenen, hun krachten terwijl alle mensen in de wereld plots magische krachten krijgen. Prue heeft dus ook opnieuw krachten en wordt als de machtigste heks van de wereld beschouwd. Ondanks dat haar zussen in de problemen zitten, heeft Prue nog niks van haar laten horen. Later blijkt dat Prue zich eigenlijk schuil hield samen met Cole om zo een manier te zoeken om Rennek te verslaan. Ze staat haar zussen bij in hun laatste gevecht met Rennek en zijn leger van kwade wezens. Prue absorbeert per ongeluk de Nexus (de bron van alle magie) waardoor ze de bewaakster van de Nexus wordt. Zij en Cole blijven achter om de Nexus te beschermen.

## Krachten
- Telekinese: Prue is al sinds het begin van de serie in staat objecten/mensen te bewegen met haar geest. Eerst kanaliseert ze dit altijd met haar ogen, later kan ze dat ook met haar handen.
- Astral Projection (astrale projectie): Haar tweede kracht is haar ziel uit haar lichaam plaatsen en op een tijdelijk andere plek projecteren. Deze kracht krijgt ze in seizoen 2. Haar eigen lichaam is dan tijdelijk non-actief, en haar astrale-zelf heeft geen beschikking tot haar telekinese.

In haar vorige leven had Prue controle over ijs, maar door misbruik is deze kracht haar ontnomen.
In de stripreeks geeft ze haar krachten op omdat de krachten van haar en haar zussen te groot zijn geworden en een gevaar vormen voor anderen. Maanden later krijgt Prue, door onbekende redenen, opnieuw krachten samen met alle andere mensen in de wereld. Door een magische spreuk wordt Prue, op het einde van het negende seizoen, de bewaakster van de Nexus: de bron van alle magie.